# Cheick Bathily
Cheick Oumar Bathily (né le 10 octobre 1982 au Mali) est un joueur de football international malien, qui évoluait au poste de gardien de but.

## Biographie

### Carrière en sélection
Avec l'équipe du Mali, il joue 5 matchs (pour aucun but inscrit) entre 2002 et 2013. 
Il figure dans le groupe des sélectionnés lors de la CAN de 2004, où son équipe se classe quatrième de la compétition. Il participe également aux JO de 2004 organisés en Grèce.
Il joue enfin la Coupe du monde des moins de 17 ans 1999 organisée en Nouvelle-Zélande.

## Palmarès
Djoliba AC
| - Championnat du Mali (4) : - Champion : 2004, 2008, 2009 et 2012. - Coupe du Mali (5) : - Vainqueur : 2003, 2004, 2007, 2008 et 2009. |  | - Supercoupe du Mali (3) : - Vainqueur : 2008, 2012 et 2013. |